# Soto y Amío (kommunhuvudort)
Soto y Amío är en kommunhuvudort i Spanien.   Den ligger i provinsen Provincia de León och regionen Kastilien och Leon, i den nordvästra delen av landet, 300 km nordväst om huvudstaden Madrid. Soto y Amío ligger 1 049 meter över havet och antalet invånare är 980.
Terrängen runt Soto y Amío är lite kuperad. Runt Soto y Amío är det glesbefolkat, med 8 invånare per kvadratkilometer. Närmaste större samhälle är Llamas de la Ribera, 16,3 km söder om Soto y Amío. Trakten runt Soto y Amío består i huvudsak av gräsmarker.